# Josef Němec
Josef Němec (25. září 1933 České Budějovice – 10. září 2013 České Budějovice) byl český boxer (těžká váha), zasloužilý mistr sportu, mistr Evropy z Moskvy (1963), bronzový olympionik z Říma (1960), jedenáctinásobný mistr Československa. Absolvoval 320 zápasů, z toho 308 vyhrál. Působil jako trenér v Box clubu táty Němce v Českých Budějovicích. Byl čestným prezidentem BUDWEISER SAMSON BOXING CLUBU, který byl účastníkem Extraligy ČR a po osmnáctileté pauze pokračovatel českobudějovické extraligové tradice boxu od 2002. V Českých Budějovicích je po něm pojmenována ulice.

## Přehled úspěchů

### Olympijské hry
- Melbourne 1956: 5. místo
- Řím 1960: 3. místo
- Tokio 1964: 5. místo

### Mistrovství Evropy
- 1957 (Praha): bronz
- 1959 (Lucern): bronz
- 1961 (Bělehrad): 5. místo
- 1963 (Moskva): zlato